# Tetra krvavá
Tetra krvavá (Hyphessobrycon eques) je sladkovodní drobná rybka, tvarem a velikostí těla podobná tetře citronové (Hyphessobrycon pulchripinnis). Je uváděna rovněž pod názvy Hyphessobrycon callistus nebo Hyphessobrycon serpae. 
Podle Géryho je mezi druhy Hyphessobrycon callistus, Hyphessobrycon haraldschultzi, Hyphessobrycon hasemani, Hyphessobrycon minor a Hyphessobrycon serpae nejen velká podobnost, ale i blízká příbuznost.

## Popis
Trup je protáhlý až oválovitý a ze stran silně zploštělý. Zbarvení je červené s nahnědlým hřbetem a světle červeným bříškem a příležitostně a v době tření jsou trup i záď těla až krvavě červené. Za skřelemi je na bocích výrazná čárkovitá černá skvrna. Černá skvrna je rovněž na hřbetní ploutvi, na konci bíle lemovaná. Krvavě červenou řitní ploutev lemuje široký černý pruh. Ostatní ploutvičky – prsní, břišní a ocasní jsou výrazně červené a mnohé z nich bíle lemované, nebo jen s bílými špičkami. Je to mírumilovná hejnová ryba a žije v bohatě zarostlých vodách.

Dorůstá velikosti až 5cm a dožívá se 3-5 let.

Sameček je štíhlejší a jeho červené zbarvení je sytější.

Samička je větší zavalitější, v bříšku plnější a o něco světlejší než samečci

## Rozšíření
Pochází z Jižní Ameriky a přirozenou lokalitou výskytu je převážně horní povodí Amazonky a přítoky jako Rio Mamoré, Rio Madre de Dios a Rio Guaporé ve státech Mato Grosso, Rondónia a Mato Grosso do Sul v Brazílii a dále v řekách Rio Paraguay a Paraná na území Bolívie a Paraguaye.

## Chov
Teplota: 22 – 26 °C

Kyselost: 6 – 7,2 pH

Tvrdost: 2 – 15 dGH
Běžný chov v nádrži střední velikosti asi o objemu 80 litrů a minimální délce 60 cm, dobře prosvětlené a dostatečně zarostlé. Lépe však budou prospívat ve větších nádržích; v malých nádržích se zvláště při krmení může projevit mírná agresivita vůči ostatním druhům ryb, kterým mohou dokonce okusovat ploutve. Samečci mezi sebou občas bez dalších následků soupeří. Zdržují se převážně v horním a středním pásmu nádrže. Voda čirá, polotvrdá a mírně kyselá. Nádrž udržujeme v čistotě, pravidelně odkalujeme a měníme část vody.

Je to klidná, mírumilovná, hejnová a nenáročná ryba vhodná i pro začátečníky. Jedná se o další z řady teter vhodných do společenských nádrží. Chováme je ve společnosti druhově podobných, nebo větších rybek se stejnými nároky. Tyto společenské, čilé a mírumilovné rybky vyžadují dobře osázené akvárium s tmavým dnem. Vynikne v houfu, neboť jde o skupinovou rybku. Měla by být chována v početnějším hejnu (cca 8 a více jedinců).
Tento druh je rovněž všežravec. Krmivo by mělo být pestré. Nejvhodnější potravou je živé krmení jako jsou nitěnky, pakomáří larvy tzv. patentky, perloočky (Daphnia, Bosmina), velmi vhodné jsou živé nebo mražené buchanky (Cyclops strenuus), méně vhodné je suché vločkové krmivo nebo zmrazené krmivo.
Krmit je lépe méně, ale častěji.
- Další názvy pod nimiž je možno ryby nacházet:

Cheirodon eques = Chirodon eques = Hemigrammus melasopterus = Hemigrammus serpae = Megalamphodus eques = Tetragonopterus callistus.

## Rozmnožování
Ryby se poměrně snadno vytírají. Pro rozmnožování je vhodné mít malou nádrž bez písku s jemnolistými volně plovoucími rostlinami (např. jávský mech), do kterého se rybičky vytírají. Voda odstátá, neutrální a dobře provzdušněná, aby nedošlo k zaplísnění jiker a o teplotě cca 26 °C. Po vytření je nutné chovný pár ihned odlovit, protože rodiče své jikry požírají. Počet jiker bývá početný, až kolem 200-250 kusů. Potěr se vykulí asi po 24 hodinách a asi za 6 dnů se rozplave. První 3 až 4 týdny svého života se plůdek zdržuje v blízkosti dna. Potěr krmíme jemnou živou potravou – nejvhodnější je zooplankton jako vířníci (Brachionus, Keratella nebo Rotatoria) dále čerstvě vylíhlé nauplie buchanek (Cyclopidae) a žábronožky solné (Artemia salina). Náhradou může posloužit natvrdo uvařený vaječný žloutek. Nejméně vhodné je pak sušené krmivo pro potěr. Doporučuje se pravidelná částečná výměna vody v odchovné nádrži.

Pohlavní dospělosti dosahují po 8 měsících.